# Splits etnografiska museum
Splits etnografiska museum (kroatiska: Etnografski muzej Split) är ett etnografiskt museum i Split i Kroatien. Det etablerades officiellt år 1913 och är sedan år 2004 beläget i en byggnad intill Peristylen i den sydöstra delen av Diocletianus palats i Splits historiska stadskärna. Den sedan antiken flera gånger ombyggda byggnaden som museet är inhyst i utgjorde under 300-talet kejsarens sovkammare och därmed palatsets intimaste del.

## Historik

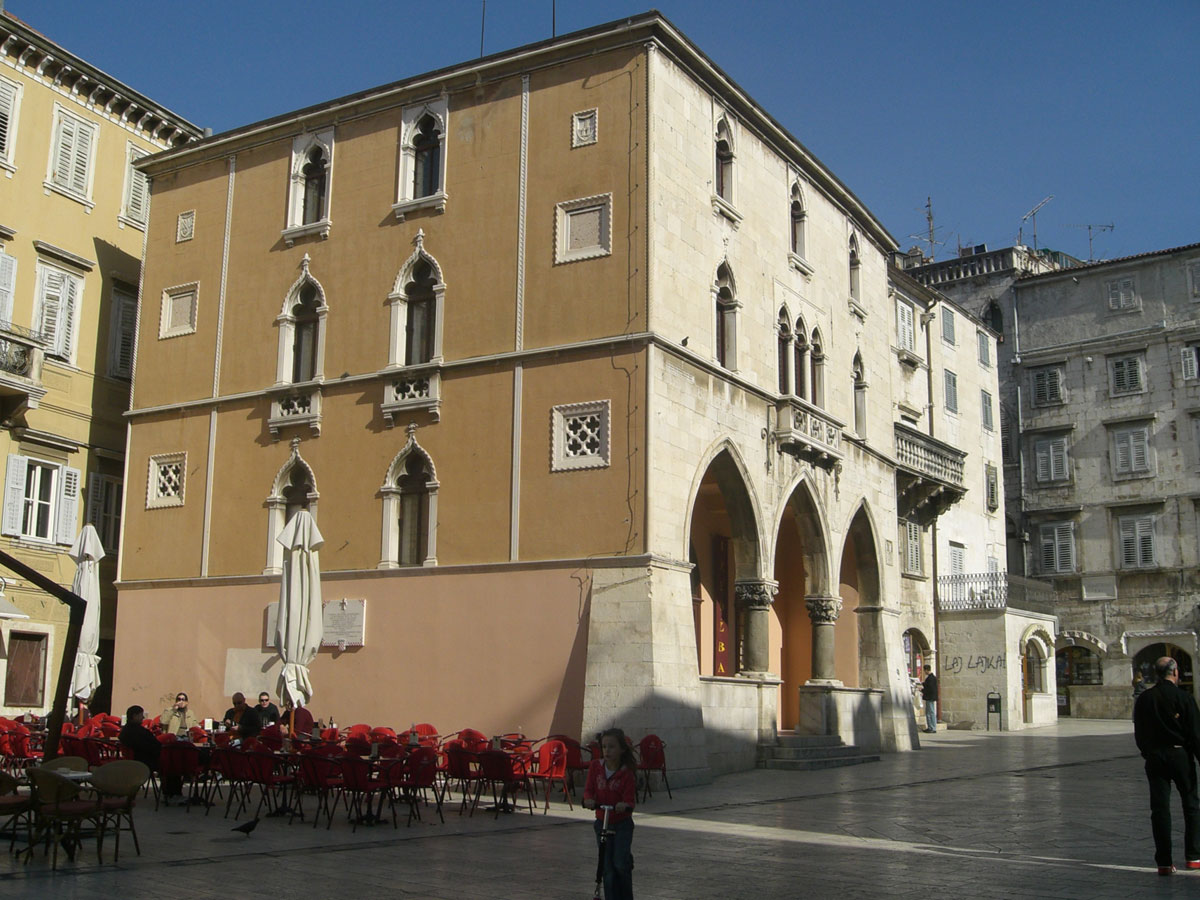
Etnografiska museet i Split var under åren 1924–2004 inrymt i Gamla stadshuset.

Museets tillkomst och etablering är knutet till den i Zadar födde adelsmannen, arkitekten och ingenjören Kamilo Tončić Sorinjski. Han var en stor beundrare av folkkonst och hans outtröttliga och passionerade arbete med insamling, bevarande och presentation av folkhantverk under början av 1900-talet skulle komma att ligga till grund för det framtida etnografiska museet i Split.
År 1906 grundades en hantverksskola i det då österrikisk-ungerska Split där Tončić Sorinjski blev rektor. På hans initiativ började hantverksskolan under år 1907 att systematisk köpa och samla etnografiskt material som skulle tjäna som exempel för eleverna. År 1910 inrättades ett rum i skolan där dalmatiska folkdräkter presenterades. Presentationen blev snart en permanent utställning som något senare kom att kallas olika namn, däribland Folkmuseet, Provinsmuseet för hantverk och konst och Landsmuseet för folkindustri och folkkonst. År 1913 bekräftade de österrikiska myndigheterna i Wien museets statut och Tončić Sorinjski utsågs till museets förste museichef, en position han innehade fram till år 1944.
År 1919 flyttades museet till en lokal vid lantbruksskolan i närheten av Arkeologiska museet. År 1924 flyttade musett till Gamla stadshuset vid Folkets torg (Pjaca) där det förblev fram till år 2004 då det flyttades till nuvarande byggnad vid Peristylen.

## Samlingar
I den permanenta utställningen presenteras Dalmatiens etnografiska kulturarv bestående av bland annat traditionella folkdräkter från Split, den dalmatiska övärlden och inlandet.  Utmärkande för vissa av folkdräkterna är deras broderier och spetsar. I utställningen visas även föremål såsom verktyg och andra objekt karaktäristiska för vissa yrkesgrupper. I samlingarna ingår keramiska föremål, träsniderier, smycken och olika typer av vapen.            

### Fotnoter
1. ↑  Museets officiella webbplats Arkiverad 1 juli 2015 hämtat från the Wayback Machine. (kroatiska)
2. 1 2 3 4 5 6 7  Museets officiella webbplats Arkiverad 23 juni 2015 hämtat från the Wayback Machine. (kroatiska)
3. ↑  Museets officiella webbplats Arkiverad 23 juni 2015 hämtat från the Wayback Machine. (kroatiska)
4. 1 2  Split.info Arkiverad 31 augusti 2015 hämtat från the Wayback Machine. (engelska)